# Gare de Piqueri
La gare de Piqueri (en portugais Estação Piqueri) est une gare ferroviaire de la ligne 7 (Rubis) de la Companhia Paulista de Trens Metropolitanos (CTPM). Elle est située rue José Peres Campelo dans le quartier de Pirituba à São Paulo, au Brésil.

## Situation ferroviaire

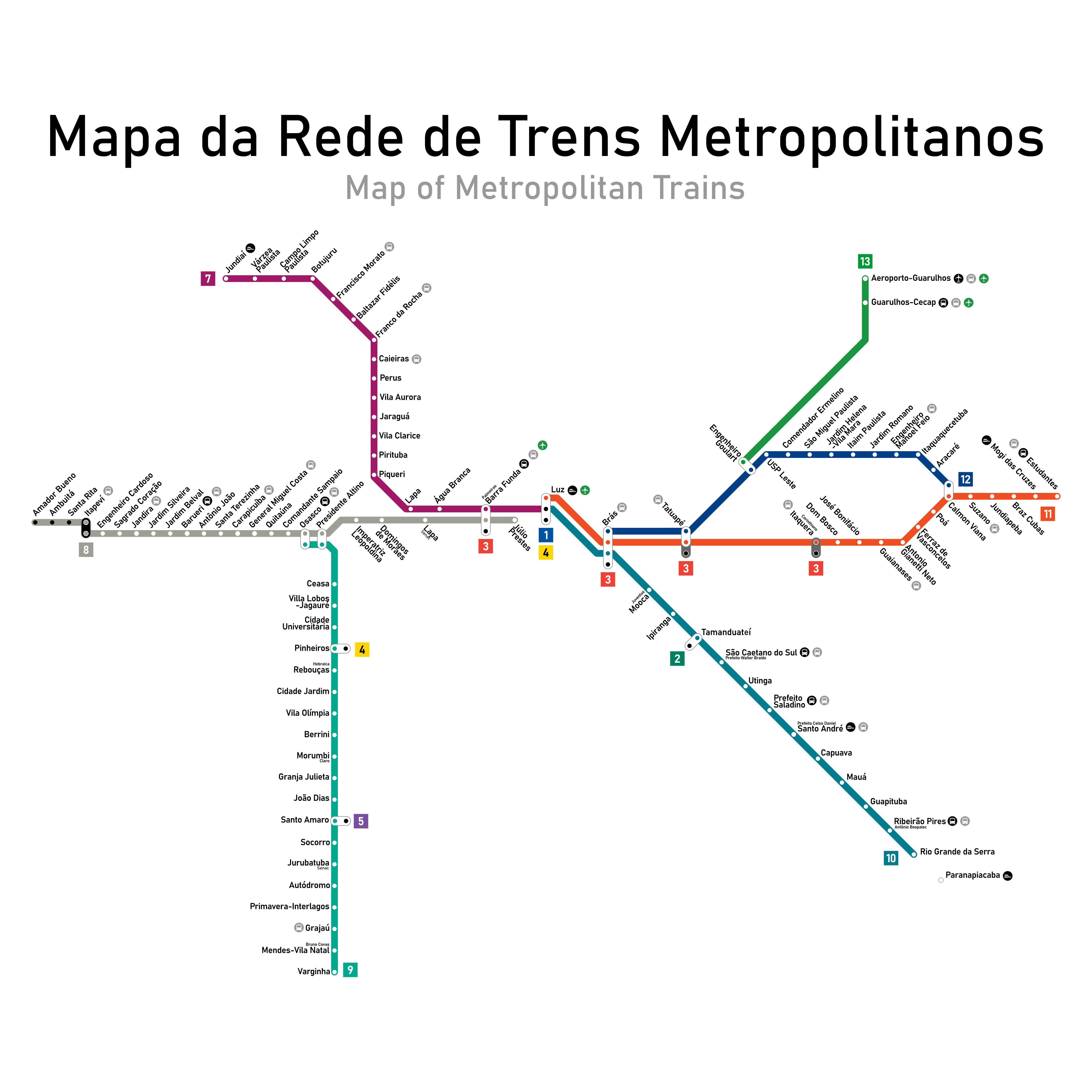
Plan des lignes de la CPTM (2020).

La gare de Piqueri est située sur la ligne 7 (Rubis) de la Companhia Paulista de Trens Metropolitanos (CTPM), entre la gare de Lapa, en direction de la gare terminus de Brás, et la gare de Pirituba, en direction de la gare terminus de Jundiaí. 

## Histoire
La gare, alors dénommée Quilômetro 88, est mise en service en 1er juin 1960, sur la ligne de chemin de fer de São Paulo reliant Santos et Jundiaí. Elle ne dispose que d'un quai en bois. Elle est renommée Nossa Senhora do Ó en 1962, puis Piqueri le 1er novembre 1969.
La gare actuelle est ouvert en juillet 1974 et elle n'est terminée qu'en août 1975. Elle devient une gare de la CPTM le 1er juin 1994.